# Catopsilia
Catopsilia is een geslacht in de orde van de Lepidoptera (vlinders) familie van de Pieridae (Witjes).
Catopsilia werd in 1819 beschreven door Hübner.

## Soorten
Catopsilia omvat de volgende soorten:
- Catopsilia bourkei - Dixey, 1933
- Catopsilia crocale - Cramer, 1775
- Catopsilia etiolata - Forbes, 1927
- Catopsilia florella - (Fabricius, 1775)
- Catopsilia gorgophone - (Boisduval, 1836)
- Catopsilia grandidieri - (Mabille, 1877)
- Catopsilia mabillei - Neust, 1929
- Catopsilia pomona - (Fabricius, 1775)
- Catopsilia pyranthe - (Linnaeus, 1758)
- Catopsilia scylla - (Linnaeus, 1763)
- Catopsilia thauruma - (Reakirt, 1866)